# Tổng giáo phận Malta
Tổng giáo phận Malta (tiếng Malta: Arċidjoċesi ta' Malta) là một tổng giáo phận của Giáo hội Latinh trực thuộc Giáo hội Công giáo Rôma ở Malta.

## Lịch sử
Câu chuyện truyền lại cho rằng thánh Sứ đồ Phaolô đã thành lập giáo phận Malta vào năm 60 khi ông tấn phong thủ lĩnh người Rôma, thánh Publiô, là thánh giám mục đầu tiên của Malta.
Giáo phận Malta đã trở thành giáo phận trực thuộc của Tổng giáo phận Palermo theo một tông sắc từ Giáo hoàng Ađrianô IV vào ngày 10/7/1156 và tông sắc này đã được phê chuẩn bởi Giáo hoàng Alexanđê III vào ngày 26/4/1160. Giáo phận Malta, một trong những giáo phận lâu đời nhất thế giới, đã được nâng cấp thành một tổng giáo phận vào ngày 1/1/1944. Giáo phận Malta cũ có địa giới gồm các đảo Malta, Gozo và Comino. Vào ngày 22/9/1864, một phần địa giới bao gồm các đảo Gozo và Comino được tách ra bởi Giáo hoàng Piô IX để thành lập Giáo phận Gozo mà sau này trở thành giáo phận trực thuộc tổng giáo phận Malta.

## Nhà thờ chính tòa
Có hai nhà thờ chính tòa nằm trong tổng giáo phận: Nhà thờ chính tòa thánh Phaolô ở Mdina, và Nhà thờ chính tòa đôi thánh Gioan tẩy giả nằm tại Valletta.

## Lãnh đạo qua từng thời kì

### Giám mục/Tổng giám mục Malta
| Tên                                         | từ   | đến      |
| ------------------------------------------- | ---- | -------- |
| Thánh giám mục Publiô                       | 60   | 90       |
| Giám mục Quadratus                          | 91   | 100      |
| Giám mục Danuolus                           | 100  | 125      |
| Giám mục Elladius                           | 125  | 132      |
| Giám mục Gallicanus                         | 132  | 166      |
| Giám mục Orouzio                            | 166  | 177      |
| Giám mục Antidius                           | 177  | 182      |
| Giám mục Giulianus                          | 182  | 194      |
| Giám mục Adalbert                           | 194  | 200      |
| Giám mục Petrus                             | 200  | 205      |
| Giám mục Fiorenzo                           | 205  | 221      |
| Giám mục Zoilo                              | 221  | 260      |
| Giám mục Servetus Villeneuve                | 260  | 317      |
| Giám mục Filetus                            | 317  | 339      |
| Giám mục Severus                            | 370  | 379      |
| Giám mục Otrejo                             | 379  | 383      |
| Giám mục Letnio                             | 383  | 400      |
| Giám mục Valerius                           | 400  | 408      |
| Giám mục Silvanu                            | 408  | ?        |
| Giám mục Acacius                            | 451  | ?        |
| Giám mục Restituoto                         | 460  | ?        |
| Giám mục Kostantinu                         | 501  | ?        |
| Giám mục Manas                              | 536  | ?        |
| Giám mục Julianus                           | 553  | ?        |
| Giám mục Luċillu                            | 577  | 599      |
| Giám mục Trajanu                            | 599  | ?        |
| Giám mục Giovanni                           | 680  | 682      |
| Giám mục Annetto                            | 700  | 707      |
| Giám mục Adriano                            | 707  | ?        |
| Giám mục Pelladio                           | 722  | ?        |
| Giám mục Vigiliju                           | 740  | 748      |
| Giám mục Giorgius                           | 748  | ?        |
| Giám mục Leone                              | 770  | ?        |
| Giám mục Pawlu                              | 868  | ?        |
| Giám mục Damiano                            | 892  | ?        |
| Giám mục Gualtieri                          | 1089 | 1095     |
| Giám mục Brialdo                            | 1095 | 1098     |
| Giám mục Ġwanni                             | 1098 | ?        |
| Giám mục Rinaldus                           | 1123 | ?        |
| Giám mục Stiefnu                            | 1140 | 1168     |
| Giám mục Johannes I                         | 1168 | ?        |
| Giám mục Ruggerius thành Cefalù             | 1200 | ?        |
| Giám mục Domenicus                          | 1250 | 1259     |
| Giám mục Jacobus thành Mileto               | 1259 | ?        |
| Giám mục Magister Marinus                   | 1267 | 1268     |
| Giám mục Johannes Normandus                 | 1268 | 1268     |
| Giám mục Jacobus thành Malta                | 1272 | 1297     |
| Giám mục Nicolaus                           | 1304 | 1330     |
| Giám mục Alduinus                           | 1330 | 1334     |
| Giám mục Henericus thành Cefalù             | 1334 | 1341     |
| Giám mục Nicolas Bonet                      | 1342 | 1343     |
| Giám mục Ogerius                            | 1343 | 1346     |
| Giám mục Jocobus O.P.                       | 1346 | 1356     |
| Giám mục Hilarius Conradus                  | 1356 | 1370     |
| Giám mục Nicola Papalla                     | 1373 | 1373     |
| Giám mục Antonius de Vulponno               | 1375 | 1392     |
| Giám mục Niccolo' Papalla                   | 1392 | 1393     |
| Giám mục Maurus Cali                        | 1393 | 1397     |
| Giám mục Andreas de Pace                    | 1397 | 1408     |
| Giám mục Corrado Caracciolo                 | 1408 | 1408     |
| Giám mục Michele de Letras                  | 1408 | 1410     |
| Giám mục Giovanni Ximenes                   | 1410 | 1412     |
| Giám mục Antonius Platamone                 | 1412 | 1420     |
| Giám mục Mauro de Cali                      | 1420 | 1432     |
| Giám mục Senatore Di Noto                   | 1432 | 1445     |
| Giám mục Jocobus Vassallo                   | 1445 | 1447     |
| Giám mục Giacomo Paternò                    | 1447 | 1447     |
| Giám mục Antonio de Alagona                 | 1447 | 1448     |
| Giám mục Riccardo                           | 1448 | ?        |
| Giám mục Francesco Campolo                  | 1460 | ?        |
| Giám mục Antonio de Alagona                 | 1478 | 1478     |
| Giám mục Giovanni Paternò                   | 1479 | 1489     |
| Hồng y Pierre de Foix, le jeune (Giám quản) | 1489 | 1490     |
| Giám mục Paolo Della Cavalleria             | 1491 | 1495     |
| Giám mục Giacomo Valguarneri                | 1495 | 1501     |
| Giám mục Antonio Corseto                    | 1501 | 1503     |
| Hồng y Juan de Castro (Giám quản)           | 1506 | 1506     |
| Hồng y Bandinello Sauli                     | 1506 | 1509     |
| Giám mục Bernardino da Bononia              | 1509 | 1512     |
| Giám mục Juan Pujades                       | 1512 | 1512     |
| Tổng giám mục Juan de Sepúlveda             | 1514 | 1515     |
| Giám mục Bernardino Catagnano               | 1516 | 1516     |
| Hồng y Raffaele Riario (Giám quản)          | 1516 | 1520     |
| Giám mục Bonifacio Catagnano                | 1520 | 1523     |
| Hồng y Girolamo Ghinucci                    | 1523 | 1530     |
| Giám mục Balthasar Waltkirk                 | 1530 | 1530     |
| Giám mục Tommaso Bosio                      | 1538 | 1539     |
| Giám mục Domenico Cubelles                  | 1541 | 1566     |
| Giám mục Martín Royas de Portalrubio        | 1572 | 1577     |
| Giám mục Tomás Gargallo                     | 1578 | 1614     |
| Giám mục Baldassare Cagliares               | 1615 | 1633     |
| Giám mục Miguel Juan Balaguer Camarasa      | 1635 | 1663     |
| Tổng giám mục Lucas Buenos                  | 1666 | 1668     |
| Giám mục Lorenzo D'Astiria                  | 1670 | 1677     |
| Giám mục Miguel Jerónimo de Molina          | 1678 | 1682     |
| Giám mục Davide Cocco Palmieri              | 1684 | 1711     |
| Giám mục Joaquín Canaves                    | 1713 | 1721     |
| Giám mục Gaspare Gori-Mancini               | 1722 | 1727     |
| Tổng giám mục Paul Alphéran de Bussan       | 1728 | 1757     |
| Giám mục Bartolomé Rull                     | 1757 | 1769     |
| Tổng giám mục Giovanni Carmine Pellerano    | 1770 | 1780     |
| Tổng giám mục Vincenzo Labini               | 1780 | 1807     |
| Giám mục Ferdinando Mattei                  | 1807 | 1829     |
| Tổng giám mục Francesco Saverio Caruana     | 1831 | 1847     |
| Tổng giám mục Publio Maria Sant             | 1847 | 1857     |
| Tổng giám mục Gaetano Pace Forno            | 1857 | 1874     |
| Tổng giám mục Carmelo Scicluna              | 1875 | 1888     |
| Tổng giám mục Pietro Pace                   | 1889 | 1914     |
| Tổng giám mục Mauro Caruana                 | 1915 | 1943     |
| Tổng giám mục Mikiel Gonzi                  | 1943 | 1944     |
| Tổng giám mục đô thành                      |      |          |
| Tổng giám mục Mikiel Gonzi                  | 1944 | 1976     |
| Tổng giám mục Joseph Mercieca               | 1976 | 2006     |
| Tổng giám mục Paul Cremona                  | 2006 | 2014     |
| Tổng giám mục Charles J. Scicluna           | 2015 | hiện tại |

### Giám mục phụ tá
- Annetto Casolani (1848–1866)
- Michael Franciscus Buttigieg (1863–1864)
- Salvatore Gaffiero (1899–1906)
- Paolo Rosario Farrugia (1907)
- Angelo Portelli (1911–1927)
- Emmanuele Galea (1942–1974)
- Emanuele Gerada (1967–1968)
- Joseph Mercieca (1974–1976)
- Annetto Depasquale (1998–2011)
- Charles J. Scicluna (2012–2015)
- Joseph Galea-Curmi (2018–)